# Horny Borišov
Horny Borišov – dolina w Wielkiej Fatrze na Słowacji. Jest orograficznie lewym odgałęzieniem Belianskej doliny (Belianska dolina). Wcina się w północne zbocza Borišova dwoma żlebami, które na wysokości około 970 m łączą się w jedną żlebowatą dolinkę. Uchodzi do Belianskiej doliny na wysokości około 790 m. W pobliżu jej ujścia na dnie Belianskiej doliny znajduje się szałas.
Całą dolinkę Horny Borišov porasta las. W jej zboczach znajdują się partie skalne, a dnem spływa niewielki potok będący dopływem Belianskego potoku (Belianský potok). Dolinka w całości znajduje się w obrębie rezerwatu przyrody Borišov.